# Ludwig Bölkow
Pour les articles homonymes, voir Bölkow.
Ludwig Bölkow est un ingénieur aéronautique allemand né le 30 juin 1912 à Schwerin et mort le 25 juillet 2003 à Grünwald près de Munich. 

## Biographie
Après son baccalauréat, Bölkow fit un stage chez Heinkel à Warnemünde. Il étudia ensuite la mécanique et la construction aéronautique à l’université de Berlin-Charlottenburg. Il rejoignit ensuite les usines Messerschmitt en 1939 et travailla entre autres sur le chasseur Messerschmitt Me 262. 
Au cours de l'été 1948, il fonda à Stuttgart un bureau d'ingénierie et en 1956 la Société Bölkow Entwicklungen KG. Bölkow collabora tout d'abord avec Ernst Heinkel et Willy Messerschmitt au sein d'Entwicklungsring-Süd sur le projet d'avion à décollage vertical EWR VJ 101. À la suite des fusions intervenues en 1969, naquit le groupe MBB. Cette entreprise réalisa des projets d'avions de tourisme (Bölkow Bo 208 Junior), d'hélicoptères (Bo 105, BK 117) et de missiles (MILAN, HOT). Elle fut transférée le 1er décembre 1956 à Ottobrunn près de Munich. MBB compte parmi les sociétés fondatrices de EADS.
Ludwig Bölkow quitta la société MBB à l'âge de 65 ans et créa la fondation Ludwig Bölkow Systemtechnik qui se consacre à la promotion des énergies et systèmes de transport respectueux de l'environnement. Cette fondation se consacre à l’étude de la lévitation magnétique, à la construction de fermes solaires et au stockage efficace de l’hydrogène comme combustible.
De 1976 à 1982, il fut président de l’association allemande de l’industrie aéronautique et spatiale (Bundesverband der Deutschen Luft- und Raumfahrtindustrie). 